# Super Bowl XXXI
Der Super Bowl XXXI war der 31. Super Bowl, das Endspiel der National Football League (NFL) im American Football. Am 26. Januar 1997 traten in New Orleans die New England Patriots, Sieger der American Football Conference (AFC), gegen die Green Bay Packers, Sieger der National Football Conference (NFC), an. Die Green Bay Packers gewannen mit 35:21. Dies war der dritte Super-Bowl-Erfolg für die Packers, gleichzeitig erhöhten sie ihren Rekord für die meisten NFL-Meisterschaften auf 12.
Als Super Bowl MVP wurde der Kick- und Punt-Returner der Packers, Desmond Howard gewählt, der den spielentscheidenden Touchdown erzielte und einen Rekord für Punt-Return-Yards mit seinen erreichten 90 Yards aufstellte.

## Spielverlauf
In der ersten Halbzeit gingen die Packers schnell mit 10:0 in Führung. Die Patriots mit Quarterback Drew Bledsoe kamen allerdings mit zwei Touchdowns wieder zurück ins Spiel, allerdings gelang es den Packers noch vor der Pause mit einem Field Goal und zwei weiteren Touchdowns das Ruder zum Halbzeitstand von 27:14 zu drehen.
In der zweiten Halbzeit erzielte Runningback Curtis Martin einen weiteren Touchdown für die Patriots, doch beim folgenden Kickoff gelang Desmond Howard ein Kickreturn-Touchdown. Zusammen mit der anschließenden Two-Point Conversion markierte dies den Endstand zum 35:21.

## Startaufstellung
| Green Bay         | Position | New England      |
| ----------------- | -------- | ---------------- |
| OFFENSE           |          |                  |
| Andre Rison       | WR       | Terry Glenn      |
| Bruce Wilkerson   | LT       | Bruce Armstrong  |
| Aaron Taylor      | LG       | William Roberts  |
| Frank Winters     | C        | Dave Wohlabaugh  |
| Adam Timmerman    | RG       | Todd Rucci       |
| Earl Dotson       | RT       | Max Lane         |
| Mark Chmura       | TE       | Ben Coates       |
| Antonio Freeman   | WR       | Shawn Jefferson  |
| Brett Favre!      | QB       | Drew Bledsoe     |
| Edgar Bennett     | RB       | Curtis Martin!   |
| William Henderson | FB       | Keith Byars      |
| DEFENSE           |          |                  |
| Reggie White!     | LE       | Ferric Collons   |
| Gilbert Brown     | LDT      | Pio Sagapolutele |
| Santana Dotson    | RDT      | Mark Wheeler     |
| Sean Jones        | RE       | Willie McGinest  |
| Wayne Simmons     | LOLB     | Todd Collins     |
| Ron Cox           | MLB      | Ted Johnson      |
| Brian Williams    | ROLB     | Chris Slade      |
| Doug Evans        | LCB      | Ty Law!          |
| Craig Newsome     | RCB      | Otis Smith       |
| LeRoy Butler!     | SS       | Lawyer Milloy    |
| Eugene Robinson   | FS       | Willie Clay      |

Legende:
| ! | = spätere Hall of Famer |